# Distillazione estrattiva

Schema di un processo di distillazione estrattiva. In tal caso la miscela che si vuole separare è costituita dai componenti A e B, mentre il solvente è indicato con E.

La distillazione estrattiva è una particolare tecnica di distillazione in cui viene impiegato un solvente poco volatile e miscibile con gli altri componenti della miscela da separare, ma che non forma azeotropo e non reagisce con essi.
Il solvente (che funge da agente materiale di separazione) viene aggiunto nella parte alta della colonna e interagisce in maniera differente con gli altri componenti della miscela, modificandone la volatilità relativa. I componenti che interagiscono maggiormente con il solvente diminuiscono la loro volatilità e si accumulano dunque in prossimità del fondo della colonna assieme al solvente (dal quale possono essere facilmente separati tramite una successiva operazione di separazione in un'apposita colonna per il recupero del solvente), mentre i componenti che interagiscono di meno con il solvente si accumulano in corrispondenza della parte più alta della colonna.

## Applicazioni
La distillazione estrattiva è utilizzata nel caso di miscele in cui i componenti formano azeotropo (ad esempio miscele di idrocarburi aventi lo stesso numero di atomi di carbonio) o che hanno valori di volatilità pressoché identici, per cui la miscela presenta un valore di volatilità relativa prossimo all'unità.
In particolare nel caso di miscele con volatilità relativa vicino all'unità la forza spingente (che nel caso della distillazione corrisponde appunto alla differenza di volatilità tra i componenti) è praticamente nulla. L'aggiunta del solvente ha appunto lo scopo di aumentare tale forza spingente e di conseguenza facilitare lo scambio di materia che permette la separazione dei componenti.

### Esempi
Un esempio di distillazione estrattiva è la distillazione della miscela azeotropica benzene-cicloesano utilizzando anilina come solvente.
Un altro esempio è la separazione di miscele acqua-etanolo tramite l'impiego di glicol etilenico.